# Старинная концертная форма
Старинная концертная форма (концертная форма, форма старинного концерта) — музыкальная форма, основанная на чередовании ритурнеля (главной темы), транспонируемого при повторных проведениях, и промежуточных построений, называемых интермедиями, основанных на новом интонационном материале или на разработке материала главной темы.
Старинная концертная форма — наиболее развитая из всех неполифонических форм эпохи барокко. От рондо эта форма принципиально отличается огромным динамизмом и большим масштабом изменений, которым подвергается первая тема. По этим качествам старинная концертная форма достигает уровня сонатной формы классической эпохи, а иногда и превосходит её ранние образцы.
Эта форма не относится к формам рондо, хотя имеет с ней генетические связи.
Старинная концертная форма применяется в первых частях и часто в финалах всех концертов эпохи барокко (для оркестра, солиста с оркестром, сольных), быстрых частях сонат. В оркестровом варианте встречается как вступительная часть кантаты (например, в кантатах И. С. Баха BWV 146 и BWV 142). В медленных частях применяется редко (Бранденбургский концерт № 5 D-dur И. С. Баха, 2-я часть).

## Типология
Ю. Н. Холопов выделял 3 типа старинной концертной формы: альтернативный, разработочный и тип da capo. При альтернативном типе на протяжении всего произведения и в ритурнелях, и в эпизодах выдерживается их индивидуальный тематизм (И. С. Бах. Концерт для 2-х скрипок, 1-я ч.). Разработочный тип предполагает построение эпизодов в виде разработки главной темы (И. С. Бах. Клавирный концерт d-moll, 1-я ч.). Тип da capo содержит повторение в конце формы целой группы ритурнелей и эпизодов из начала формы (1-я ч. Бранденбургского концерта № 4 и 1-я часть скрипичного концерта E-dur И. С. Баха).

## Характеристика разделов
Первое проведение ритурнеля устойчиво и замкнуто каденцией. В оркестровой музыке (и в концертах с оркестром) противопоставляется проведение ритурнеля tutti и интермедий — solo (иногда в процессе развития эти грани стираются). Форма ритурнеля может быть разнообразной: часто это период типа развертывания, но встречаются формы от большого предложения до трехчастной формы, иногда канон, фугато или даже фугетта. Разнообразны и масштабы ритурнеля: от 4-6 тактов до нескольких десятков тактов.
При последующих проведениях (кроме заключительного) ритурнель звучит в других тональностях, во множестве случаев проводится в сокращенном виде.
Интермедия в оркестровой музыке обычно оттеняется спадом звучности, в клавирной — фактурными средствами. В гармоническом отношении интермедии принципиально отличаются от темы тем, что они имеют модулирующую, неустойчивую структуру, так как должны соединить проведения ритурнеля в разных тональностях. Интермедии противостоят тонально устойчивой теме.
Тематический материал интермедий в разной мере связан с основной темой, часто — производный от неё, но нередко в интермедиях встречаются новые тематические образования. Обычно музыкальная ткань интермедий состоит из мотивов (если интермедия не имеет новой темы), разработанных полифонически. Степень неустойчивости тоже может быть разной. Интермедия, излагающая новый материал, уже в силу этого должна обладать некоторой устойчивостью. Напротив, интермедия развивающего характера более неустойчива.

## Форма в целом
Старинная концертная форма обладает разной протяженностью. Норма — 7-11 частей, минимум — 5 частей (И. С. Бах. Соната № 5 для органа C-dur), есть примеры концертной формы из 15 частей (Вивальди, Концерт ор. 3 № 5 A-dur для скрипки с оркестром, 3-я часть) и даже более.
Возможно четное количество частей — если подряд следуют две интермедии или два проведения ритурнеля.
Почти всегда присутствует форма второго порядка. Это может быть трехчастная форма (например, в концертной форме типа da capo), фуга (Бах. Allegro из сюиты для оркестра № 1 C-dur) и даже форма с чертами сонатности, которая возникает благодаря повторам интермедий с одинаковым материалам в разных тональностях.
Иногда в инструментальном концерте встречается виртуозная каденция — предвестник каденций будущих классических концертов.
Общий тональный план формы обычно таков: от тоники движение к доминанте, затем через субдоминантовую тональность возвращение к тонике. Однако он не является правилом, и в развернутых формах задействованы и другие родственные тональности. Тональности, не родственные исходной, не применяются.
В качестве иллюстрации сказанного можно привести схему 1-й части Итальянского концерта И. С. Баха для клавира соло (относится к разработочному типу). Верхняя строчка — тематический материал, вторая — функциональная роль раздела (ритурнель — «Р» или интермедия — «И»), третья — количество тактов, и четвёртая — тональность.
| A  | B  | A   | C   | A | D   | A   | C   | A  |
| Р  | И  | Р   | И   | Р | И   | Р   | И   | Р  |
| 30 | 22 | 38  | 12  | 4 | 32  | 8   | 16  | 30 |
| F  | F  | C-d | d-B | B | B-F | F-C | C-F | F  |